# Григор Попов
Григор К. Попов е български революционер, деец на Вътрешната македоно-одринска революционна организация.

## Биография
Григор Попов е роден, през 1862 година в богато търговско семейство в Прилеп, в тогавашната Османската империя, в днешна Северна Македония. През 1894 година влиза в редиците на ВМОРО, а след това става и член на Централния комитет на организацията. Попов става близък приятел с Даме Груев. В значителна степен Григор Попов подпомага организационното укрепване на ВМОРО в Западна Македония благодарение на големите си търговски връзки.
Умира в1917 година в София.